# Hans Jürgen Eggers
Hans Jürgen Eggers (Szentpétervár, 1906. január 2. – Bad Pyrmont, 1975. április 19.) német őstörténész, régész.

## Élete
Észtországban élte gyerekkorát, 1918-ban Greifswaldba telepítették. Tübingenben, Berlinben és Greifswaldban tanult. Ezután a Staatlichen Museum für Vor- und Frühgeschichte-ben dolgozott Wilhelm Unverzagt mellett. 1933-ban Szczecinben a Pommersche Landesmuseumban Otto Kunkelnál. 1937-ben belépett az NSDAP-ba. 1941-ben habilitált a lübsowi előkelők temetkezéseiről írt művével. A 2. világháború után Hamburgban tevékenykedett.
Elsősorban a németországi császárkorral foglalkozott. Munkája megkerülhetetlen a németországi importok, a relatív kronológia és lübsow típusú kora császárkori sírok kutatásának tekintetében. Módszertanában előtérbe helyezte a térképpel való munkát. Gustaf Kossinna etnikai értelmezéseit kritika alá vetette.
1941-től levelező-, 1956-tól rendes tagja a Német Régészeti Intézetnek.

## Művei
- 1951 Der römische Import im freien Germanien. Atlas der Urgeschichte 1. Hamburg
- 1953 Lübzow. Ein germanischer Fürstensitz der älteren Kaiserzeit. Prähistorische Zeitschrift 34/35 II, 58-111.
- 1959 Einführung in die Vorgeschichte. München
- 2010 Einführung in die Vorgeschichte. Berlin. ISBN 3-931278-54-9